# Distretto urbano di Makambako
Il distretto urbano di Makambako è un distretto della Tanzania situato nella regione di Njombe. Conta una popolazione di 93 827 abitanti (censimento 2012).